# Agudos do Sul
Agudos do Sul é um município brasileiro do estado do Paraná. Sua população, conforme estimativas do IBGE de 2022, era de 10.233 habitantes.

## Etimologia
A denominação é referência geográfica, decorrendo da existência, no município, de um cerro agudo, elevação irregular, cuja altitude se aproxima dos cinquenta metros e apresenta vertentes acidentadas.

## História
Os primórdios da ocupação de Agudos do Sul datam do século XIX, quando o lugar era conhecido simplesmente por Agudo e seu território pertencia à Comarca do município de São José dos Pinhais.
A história registra o nome do tenente-coronel da Guarda Nacional do Brasil, José Machado Fagundes, como o principal colonizador da região.

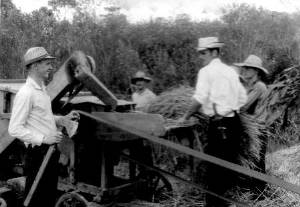
Trabalhadores na década de 1960

Foi de José Machado Fagundes a iniciativa de trazer ao lugar inúmeras famílias, que buscavam segurança de moradia e de trabalho. Estas pessoas encontraram o que queriam nos extensos ervais nativos, que proliferavam naqueles borbotões daquele quadrilátero, assim como nos armazéns dos serviços.
Em princípios desse século, a 28 de junho de 1902, o decreto estadual nº 239, criava o Distrito Policial da localidade, no Termo de São José dos Pinhais. Era o início do povoamento ordenado. No ano seguinte passou a condição de vila, com a denominação de Agudos.
Em 1943 a povoação teve sua denominação alterada para Carijós, sendo que neste período foi elevado à Distrito Administrativo de São José dos Pinhais.
Em 11 de outubro de 1947 a lei estadual nº 2 alterou a denominação de Carijós para Agudos do Sul, voltando à antiga grafia, desta feita acrescentada de "do Sul", por existir cidade homônima no Estado de São Paulo.
Pela lei estadual nº 790, de 14 de novembro de 1951, foi criado o distrito administrativo de Agudos do Sul, com território pertencente ao município de Tijucas do Sul, que foi criado nessa ocasião.
Em 25 de julho de 1960, através da lei estadual nº 4.245, sancionada pelo governador Moysés Willi Lupion de Tróia, foi criado o município de Agudos do Sul, com território desmembrado do município de Tijucas do Sul. A instalação ocorreu em 18 de novembro de 1961, nesta ocasião foram empossadas as autoridades municipais eleitas.

### Ex-prefeitos
- Ver: Lista de prefeitos de Agudos do Sul

## Transporte
O município de Agudos do Sul é servido pelas seguintes rodovias:
- PR-281, que liga ao município de Tijucas do Sul e a BR-376, e em seu sentido sul para Piên e São Bento do Sul (SC)
- PR-419, que liga a BR-116 em Areia Branca do Assis